# 恒丰纱厂
恒丰纱厂，最早称之为华新纺织总局、恒丰纺织新局，为中国近代的一个著名纺织厂，位于上海市杨浦区许昌路5号。
华新纺织新局创设于1888年，1891年正式开工。华新纺织新局最初是由当时上海道台龚照瑗呈请李鸿章设立的，创办人官方除龚照瑗外，还有上海惠通官银号负责人严信厚，商绅则有经营华新轧花厂的汤子壮，开设苏葆元药铺的苏葆元以及士绅周金箴等人。1897年以后，随着清政府和日本签订《马关条约》，准许日本在中国通商口岸设立各种工厂。英美等国则援引片面最惠国待遇条款，获得了同样的待遇。仅在1897年，就有英商怡和纱厂、英商老公茂纱厂、美商鸿源纱厂及德商瑞记纱厂在上海开工。这4家外商纱厂资金雄厚，加上技术和设备、经营管理方面，外商的条件非常优越。这样，华新纺织新局在强大的外商纱厂压迫之下，在竞争上处于劣势的地位，经营逐渐困难。1904年， 由汤癸生出面组织复泰公司租办华新纺织新局。1905年汤去世。聂云台出任总经理，并在1908年租期满后由聂家买下，改名为恒丰纺织新局，后改名恒丰纱厂。
1912年，聂云台在恒丰改用电动机，废弃蒸汽锅炉，成为中国纺织厂采用电力的第一家。因第一次世界大战原因，纱厂生意日渐兴隆。1918年聂家析产、划分股份之后，聂云台的弟弟聂潞生出任恒丰协理。1919年，聂云台与商务印书馆元老鲍咸昌等人发起创办大中华纺织厂。
1923年后，因外国资本卷土重来，恒丰纱厂遭受危机，生产陷入低谷，恒丰纱厂的实际经营权由聂云台移交到聂潞生手里。随着恒丰纱厂扭亏为盈，聂潞生以盈利建立了恒丰三厂，该厂装有空调设备，在当时堪称一流。恒丰纱厂的商标品牌有云鹤、富贵、马、牛和老人等。抗日战争爆发后，恒丰各厂均被日军占据，成为日本军营工厂。恒丰纱厂被迫与日本大康纱厂合组恒丰纺织株式会社，中日资本各半。该厂主要生产军毯和军袜。1945年恒丰纱厂被国民政府接收，后仍发还聂家经营，企业由聂云台独生子聂光坤打理。
1954年7月实行公私合营。1960年，上海丝织厂第一联合股份有限公司1100余人及设备并入，企业改名为恒丰棉纺丝织厂。1961年又改名为恒丰立绒丝织厂。1966年改名为上海第三丝织厂。1994年，上海第三丝织厂被并入第十二丝织厂。1997年11月30日，经法院裁决破产。